# Parco Olimpico di Gangneung
Il parco olimpico di Gangneung (강릉 올림픽 파크?) è il complesso sportivo realizzato in occasione dei XXIII Giochi olimpici invernali e dei XII Giochi paralimpici invernali, situato nel quartiere di Gyo-dong, Gangneung. La costruzione ha avuto inizio nel 2014 e terminerà nel 2017.
Oltre alle quattro strutture che saranno utilizzate durante i giochi olimpici, il complesso comprende anche lo stadio cittadino risalente al 1984 e due nuove strutture con fini culturali: il Centro delle Arti culturali di Gangneung e il Centro olimpico delle Arti.

## Strutture
Impianti olimpici:
- Centro hockey di Gangneung - hockey sul ghiaccio (capienza: 10.000)
- Centro curling di Gangneung - curling (capienza: 3.400)
- Ovale di Gangneung - pattinaggio di velocità (capienza: 8.000)
- Arena del ghiaccio di Gangneung - short track e pattinaggio di figura (capienza: 12.000)

Altre strutture:
- Stadio di Gangneung (capienza: 21.362)
- Centro delle Arti culturali di Gangneung
- Centro olimpico delle Arti